# Internazionali di Tennis di Bergamo 2013
Gli Internazionali di Tennis di Bergamo 2013 sono stati un torneo di tennis facente parte della categoria ATP Challenger Tour nell'ambito dell'ATP Challenger Tour 2013. È stata l'8ª edizione del torneo che si è giocata a Bergamo in Italia dal 4 al 10 febbraio 2013 su campi in cemento e aveva un montepremi di €42,500+H.

## Partecipanti singolare

### Teste di serie
| Nazionalità | Giocatore          | Ranking* | Testa di serie |
| ----------- | ------------------ | -------- | -------------- |
| Lettonia    | Ernests Gulbis     | 136      | 1              |
| Germania    | Jan-Lennard Struff | 138      | 2              |
| Svizzera    | Marco Chiudinelli  | 139      | 3              |
| Bielorussia | Uladzimir Ihnacik  | 142      | 4              |
| Belgio      | Maxime Authom      | 144      | 5              |
| Slovacchia  | Karol Beck         | 146      | 6              |
| Romania     | Marius Copil       | 151      | 7              |
| Ucraina     | Ivan Serheev       | 152      | 8              |

- Ranking al 28 gennaio 2013.

### Altri partecipanti
Giocatori che hanno ricevuto una wild card:
- Djordje Djokovic
- Ernests Gulbis
- Claudio Grassi
- Andreas Vinciguerra

Giocatori che sono passati dalle qualificazioni:
- Nikoloz Basilašvili
- Alessandro Bega
- Martin Fischer
- Viktor Galović
- Marco Cecchinato (lucky loser)

## Partecipanti doppio

### Teste di serie
| Nazionalità | Giocatore        | Nazionalità | Giocatore          | Ranking* | Testa di serie |
| ----------- | ---------------- | ----------- | ------------------ | -------- | -------------- |
| Polonia     | Tomasz Bednarek  | Polonia     | Mateusz Kowalczyk  | 187      | 1              |
| Australia   | Jordan Kerr      | Svezia      | Andreas Siljeström | 222      | 2              |
| Austria     | Martin Fischer   | Austria     | Philipp Oswald     | 275      | 3              |
| Italia      | Alessandro Motti | Montenegro  | Goran Tošić        | 316      | 4              |

- Ranking al 28 gennaio 2013.

### Altri partecipanti
Coppie che hanno ricevuto una wild card:
- Farruch Dustov /  Matteo Volante
- Thomas Fabbiano /  Matteo Trevisan
- Andrea Falgheri /  Stefano Napolitano

## Vincitori

### Singolare
Michał Przysiężny ha battuto in finale  Jan-Lennard Struff con il punteggio di 4–6, 7–6(5), 7–6(5).

### Doppio
Karol Beck /  Andrej Martin hanno battuto in finale  Claudio Grassi /  Amir Weintraub con il punteggio di 6–3, 3–6, [10–8].